# The Frantic Four Reunion 2013 - Live at Wembley Arena
The Frantic Four Reunion 2013 - Live at Wembley Arena è un album dal vivo della rock band inglese Status Quo, pubblicato nel settembre del 2013. Si tratta di un CD facente parte del DVD omonimo.

## Tracce
1. "Junior s Wailing" - 4:22 - (Pugh/White)
2. "Backwater" - 4:20 - (Lancaster/ParfittYoung)
3. "Just Take Me" - 3:35 - (Lancaster/Parfitt)
4. "Is There A Better Way" - 3:42 - (Rossi/Lancaster)
5. "In My Chair" - 3:12 - (Rossi/Young)
6. "Blue Eyed Lady" - 3:49 - (Lancaster/Parfitt)
7. "Little Lady" - 3:13 - (Parfitt)
8. "Most Of The Time" - 3:19 - (Rossi/Young)
9. "(April) Spring, Summer and Wednesdays" - 4:09 - (Rossi/Young)
10. "Railroad" - 5:47 - (Rossi/Young)
11. "Oh Baby" - 4:44 - (Parfitt/Rossi)
12. "Forty-Five Hundred Times" - 5:08 - (Rossi/Parfitt)
13. "Rain" - 4:57 - (Parfitt)
14. "Big Fat Mama" - 5:21 - (Rossi/Parfitt)
15. "Down Down" - 5:51 - (Rossi/Young)
16. "Roadhouse Blues" - 7:11 - (Manzarek/Densmore/Morrison/Krieger)

## Formazione
- Francis Rossi (chitarra solista, voce)
- Rick Parfitt (chitarra ritmica, voce)
- Alan Lancaster (basso, voce)
- John Coghlan (percussioni)
- Bob Young (armonica a bocca)